# Witalij Rozhon
Witalij Wiktorowycz Rozhon, ukr. Віталій Вікторович Розгон, ros. Виталий Викторович Розгон, Witalij Wiktorowicz Rozgon (ur. 23 marca 1980 w Chmielnickim) – ukraiński piłkarz, grający na pozycji obrońcy, trener piłkarski.

## Kariera piłkarska

### Kariera klubowa
Wychowanek DJuSSz Podilla Chmielnicki, w barwach którego rozpoczął w 1997 karierę piłkarską. Potem wyjechał do Łotwy, gdzie bronił barw klubów Daugava Ryga i Skonto Ryga. Ale nie miał stałego miejsca w podstawowym składzie i w 1999 przeniósł się do rosyjskiego klubu Krylja Sowietow Samara, ale przez 2 lata tylko 1 raz wyszedł na zmianę. Dlatego powrócił do Ukrainy, gdzie występował w klubach Nywa Tarnopol i FK Tarnopol. 17 lipca 2001 debiutował w podstawowym składzie łuckiej Wołyni, skąd w 2004 przeszedł do Arsenału Kijów. W 2007 został piłkarzem Tawrii Symferopol. W 2008 został wypożyczony do rosyjskiego klubu Maszuk-KMW Piatigorsk. W 2009 powrócił z wypożyczenia i podpisał kontrakt z FK Lwów. W lutym 2010 powrócił do łuckiej Wołyni. W sierpniu 2010 przeszedł do PFK Sumy. Od 2011 występował w barwach klubu Naftowyk-Ukrnafta Ochtyrka. Latem 2012 zasilił skład Tytanu Armiańsk. Po zakończeniu sezonu został piłkarzem klubu Arsenał-Kyjiwszczyna Biała Cerkiew, w którym grał do zakończenia kariery w 2015 roku.

## Kariera trenerska
Po zakończeniu kariery piłkarskiej został mianowany na stanowisko głównego trenera klubu Arsenał-Kyjiwszczyna Biała Cerkiew. 23 grudnia 2015 otrzymał propozycję pracy w sztabie szkoleniowym Arsenału Kijów.

## Sukcesy i odznaczenia

### Sukcesy klubowe
- mistrz Łotwy: 1998